# Saimaa (lac)
Le Saimaa, en suédois : Saimen, est un lac finlandais situé à proximité de la frontière russo-finlandaise, dans la province de Finlande-Orientale et la province de Finlande-Méridionale. La plupart du lac est parsemé d'îles, et d'étroits canaux divisent le lac en plusieurs sous-bassins, chacun doté d'un nom qui lui est propre. Parmi les sous-bassins les plus importants, on compte Suur-Saimaa, Orivesi, Puruvesi, Haukivesi, Yövesi, Pihlajavesi, Luonteri et Pyhäselkä. 
Le Saimaa avec son émissaire, la Vuoksi forme un bassin hydrographique de 66 700 km2, par ailleurs sous-bassin du bassin du Lac Ladoga.  

## Géographie

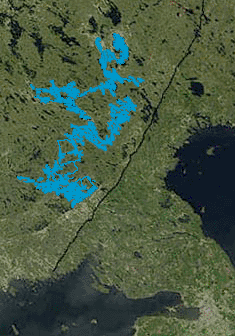
Image satellite partiellement colorisée du sud de la Carélie avec le Saimaa (en bleu clair), le lac Ladoga (à droite), le golfe de Finlande (en bas) et une partie de la frontière entre la Finlande et la Russie (en noir).

Avec une superficie de 4 400 km2, le lac Saimaa est le plus grand de Finlande et le quatrième d'Europe.
Les principales villes bordant le lac sont Lappeenranta, Imatra, Savonlinna et Mikkeli. L'émissaire du Saimaa, la rivière Vuoksi, s'écoule vers le lac Ladoga situé au sud-est en territoire russe.
De Lappeenranta à Vyborg, le canal de Saimaa relie le lac au golfe de Finlande via la baie de Vyborg.
D'autres canaux relient le lac Saimaa à d'autres lacs de plus petite taille, formant ainsi un réseau de voies navigables permettant le transport du bois, du minerai, des métaux, de la pâte à papier et d'autres marchandises ainsi que des touristes.

## Hydrologie
Le Saimaa reçoit en moyenne environ 21 milliards de mètres cubes, soit 21 kilomètres cubes (km3) d'eau par an. 
Annuellement, moins de 18 km3 d'eau partent par la Vuoksi et plus de 3 km3 d'eau s'évaporent. 
L'eau entrant augmenterait le niveau de l'eau de 4,8 mètres si l'eau restait dans le lac Saimaa, mais elle s'écoule de 4,3 mètres vers la Vuoksi et 0,5 mètre s'évapore. 
Le Saimaa se caractérise par de fortes fluctuations de son niveau d'eau. 
Le niveau d'eau était de 77,65 mètres à son plus haut en 1899 et de 74,32 mètres au-dessus du niveau de la mer en 1942.

## Les bassins du Saimaa

### Saimaa
Le nom Saimaa est le plus utilisé pour la partie sud du lac et son utilisation comme nom du lac est moins courante pour les parties du nord-est et du nord. 
Au nord, le nom des bassins comme Orivesi et Pyhäselkä est plus commun. Au sud, il est également plus courant que Saimaa désigne uniquement la partie sud du lac.
Il y a une incohérence généralisée dans l'utilisation du nom de Saimaa, et même les résidents locaux ne sont pas encore parvenus à un accord sur ce qui devrait être désigné par l'appellation Saimaa.
D'autre part, le nom Saimaa est aussi utilisé comme nom générique, auquel cas il fait référence à n'importe quelle partie de Saimaa,,,.

### Noms des plus grands bassins du Saimaa
Le centre finlandais de l'environnement, divise le lac Saimaa en 9 bassins lacustres.
| Grands bassins du Saimaa – du nord au sud                                                       | Grands bassins du Saimaa – du nord au sud | Grands bassins du Saimaa – du nord au sud | Grands bassins du Saimaa – du nord au sud | Grands bassins du Saimaa – du nord au sud | Grands bassins du Saimaa – du nord au sud | Grands bassins du Saimaa – du nord au sud | Grands bassins du Saimaa – du nord au sud | Grands bassins du Saimaa – du nord au sud | Grands bassins du Saimaa – du nord au sud |
| Bassin                                                                                          | Numéro du lac                             | Superficie (km²)                          | Volume (km³)                              | Rivage (km)                               | Exutoire                                  | Débit (m³/s)                              | Îles (nb)                                 | Totalité                                  | Réf.                                      |
| ----------------------------------------------------------------------------------------------- | ----------------------------------------- | ----------------------------------------- | ----------------------------------------- | ----------------------------------------- | ----------------------------------------- | ----------------------------------------- | ----------------------------------------- | ----------------------------------------- | ----------------------------------------- |
| Pyhäselkä                                                                                       | 04.321.1.001                              | 361                                       | 3,2                                       | 548                                       | Orivesi                                   | 280                                       | 650                                       | J                                         | [ 10 ]                                    |
| Orivesi                                                                                         | 04.311.1.001                              | 601                                       | 5,5                                       | 1 332                                     | Pyyvesi                                   | 320                                       | 1 558                                     | J                                         | [ 11 ]                                    |
| Pyyvesi (fi)                                                                                    | 04.231.1.001                              | 28                                        | 0,3                                       | 151                                       | Enonvesi                                  | 330                                       | 126                                       | J                                         | [ 12 ]                                    |
| Enonvesi                                                                                        | 04.221.1.001                              | 209                                       | 1,4                                       | 1 310                                     | Haukivesi                                 | 350                                       | 1 255                                     | J                                         | [ 13 ]                                    |
| Haukivesi                                                                                       | 04.211.1.001                              | 560                                       | 5,1                                       | 2 355                                     | Pihlajavesi                               | 490                                       | 2 929                                     | J                                         | [ 14 ]                                    |
| Puruvesi                                                                                        | 04.181.1.001                              | 416                                       | 3,7                                       | 924                                       | Pihlajavesi                               | 12                                        | 850                                       | J S                                       | [ 15 ]                                    |
| Pihlajavesi                                                                                     | 04.121.1.001                              | 713                                       | 8,1                                       | 3 629                                     | Saimaa p.                                 | 530                                       | 4 159                                     | J S                                       | [ 16 ]                                    |
| Ukonvesi (fi)                                                                                   | 04.151.1.001                              | 24                                        | 0,1                                       | 163                                       | Saimaa p.                                 | 10                                        | 97                                        | J S P                                     | [ 17 ]                                    |
| Saimaa p. (fi)                                                                                  | 04.112.1.001                              | 1 377                                     | 14,8                                      | 5 277                                     | Vuoksi                                    | 594                                       | 5 484                                     | J S P                                     | [ 8 ]                                     |
| Total                                                                                           |                                           | 4 289                                     | 42,1                                      | 15 689                                    |                                           | 594                                       | 17 108                                    |                                           |                                           |
| Totalité: J = de Joensuu vers le sud, S = de Savonlinna vers le sud, P = de Puumala vers le sud |                                           |                                           |                                           |                                           |                                           |                                           |                                           |                                           |                                           |

## Navigation

### Transport lacustre
Le transport lacustre et fluvial commercial, qui navigue dans le bassin versant de la Vuoksi passe par le lac Saimaa.
Des limites s'appliquent à la taille des bateaux, qui dépendent du tirant d'eau des voies navigables, de la largeur des canaux, de la hauteur des ponts et, dans le cas du trafic international, de la congestion du canal du Saimaa.
Les bateaux d'une longueur maximale de 82 mètres, d'une largeur de 12,2 mètres, d'un tirant d'eau de 4,35 mètres et d'une hauteur de mât ne dépassant pas 24,5 mètres, peuvent naviguer dans les eaux du Saimaa sans autorisation spéciale.
La hauteur libre des ponts en Finlande n'est généralement pas supérieure à 18 mètres, mais les ponts intérieurs ayant la hauteur libre la plus élevée sont le long de la voie navigable profonde du Saimaa,.
Des navires d'une capacité de chargement de 500 à 2 500 tonnes naviguent sur le Saimaa. 
Le trafic maritime international est le plus fréquent sur les voies navigables traversant Varkaus, Savonlinna et Lappeenranta.
Par exemple, en octobre 2018, 944 cargos ont navigué dans le canal du Saimaa, dont 53% venant de Russie, 19% d'Antigua-et-Barbuda, 16% des Pays-Bas et 5% de Finlande. 
Le Saimaa assure aussi le transport de passagers,,.
Le réseau de voies navigables de Saimaa s'étend sur 3 300 kilomètres, y compris les voies navigables profondes, les voies navigables principales et les voies navigables secondaires. Il y a 814 kilomètres de voies navigables profondes et leur profondeur à Saimaa est d'au moins 4,2 mètres. Les voies navigables principales, d'une longueur de 1 560 km, ont un tirant d'eau d'au moins 2,4 mètres et les voies navigables secondaires, d'une longueur totale de 1 200 km, ont une profondeur inférieure à 2,4 mètres.
Les profondeurs des voies principales varient d'une section à l'autre et peuvent être, par exemple, de 3,8 m, 3,0 m, 2,8 m ou de 2,4 m. 
La voie navigable profonde du Saimaa part de Lauritsala à Lappeenranta à l'entrée du canal du Saimaa et continue vers Savonlinna et vers le nord jusqu'à Kuopio, Siilinjärvi, Joensuu et Kitee.
Les quais de chargement dans le sud du Saimaa sont le port de Mustola, le port de Kaukas et le quai de Rapasaari à Lappeenranta, le quai de Nuijamaa, le quai de Pulpi et le quai du Honkalahti à Joutseno, le port de la Vuoksi à Imatra et le port de Ristiina près de Mikkeli.
Les autres ports les ports de Haistlahti et Lypsyniemi à Savonlinna,  le port de Puhos à  Kitee, le port d'Ukonniemi à Joensuu et le port d'Akonniemi à Varkaus.
De Varkaus, des voies navigables profondes mènent à Kuopio, où se trouvent les ports de Kumpusalmi, Kelloniemi et Savonsellu, et à Siilinjärvi, où se trouvent les ports de Kemira et Kuuslahti.
Outre ces ports en eau profonde, il y a 13 quais de chargement gérés par  l'administration maritime finlandaise (fi) ou par les industriels le long des voies navigables profondes.
Les profondeurs des voies navigables secondaires peuvent être par exemple de 2,1 m, 2,0 m, 1,8 m, 1,5 m et 1,2 m,,.

### Canaux
La navigation sur le de Saimaa souffre de deux difficultés: la faible profondeur du lac et la densité des archipels. 
Les voies navigables sont souvent longues et nécessitent une navigation prudente. 
Certains longs détours ont été raccourcis en creusant des canaux sans écluse.
Selon la méthode de calcul, le Saimaa compte 15 à 25 canaux sans écluse.
Parmi ceux-ci:
| - Canal de Varkaantaipale - Canaux de Suvorov (fi) - Canal de Käyhkää (fi) - Canal de Kutvele (fi) - Canal de Kukonharju (fi) | - Canal de Telataipale (fi) - Canal de Raikuu - Canal de Vuolle (fi) - Canal de Kirkkotaipale (fi) - Canal de Kutila (fi) | - Canal d'Oravi (fi) - Canal de Haponlahti (fi) - Canal de Vihtakanta (fi) - Canal de Kivisalm (fi) |

Si les courants sont difficiles à contrôler,on utilise un canal à écluse comme, entre-autres, le canal de Taipale, le canal de Pilppa, le canal de Kerma ou le canal de Joensuu.
C'est généralement le cas des canaux permettant de sortir du Saimaa,,.

## Faune
Dans le Saimaa, on rencontre la perche, le brochet, la truite, le Saumon d'eau douce, le gardon ou l'ombre commun. 
Le saumon d'eau douce indigène  du Saimaa et du Pielinen ne se reproduit plus de manière sauvage, car ses rivières de reproduction ont été endiguées. 
L'omble chevalier est l'espèce de poissons la plus menacée en Finlande.
L'une des deux espèces de phoques d'eau-douce, le phoque annelé, peuple le Saimaa. Il s'agit d'une sous-espèce appelée phoque marbré du lac Saimaa devenu mammifère d'eau douce il y a 9 500 ans lorsqu'il s'est retrouvé piégé autour du lac par la fonte des glaces. Il s'agit d'une des espèces les plus menacées avec environ 270 individus recensés en 2010.
La population de phoque marbré du lac Saimaa était d'environ 360 individus lors de la saison hivernale de 2016, contre seulement environ 310 individus quatre ans plus tôt en 2012,,,.

## Galerie

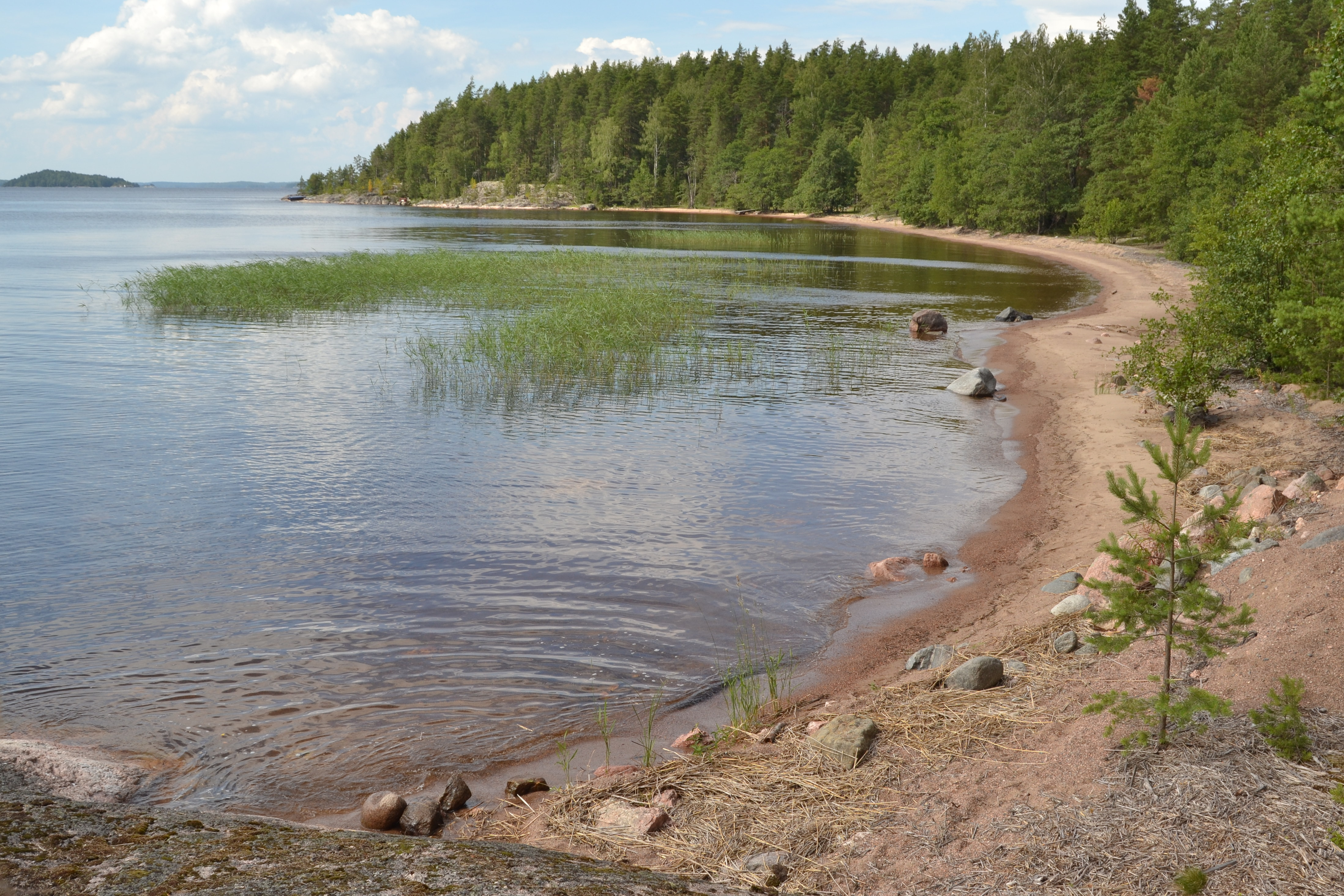
Hietasaari, une île du Saimaa.
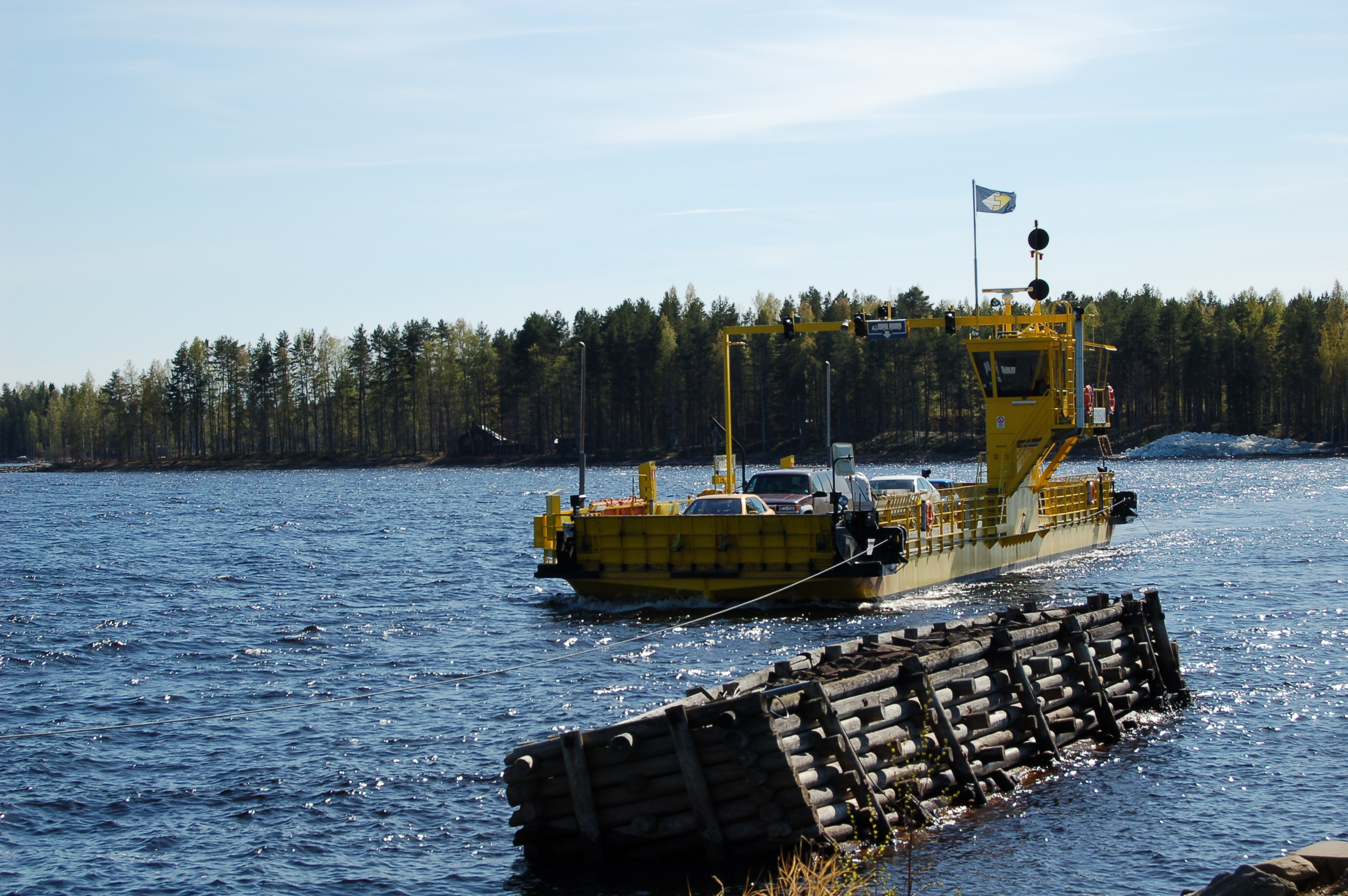
Barge d'Arvinsalmi.
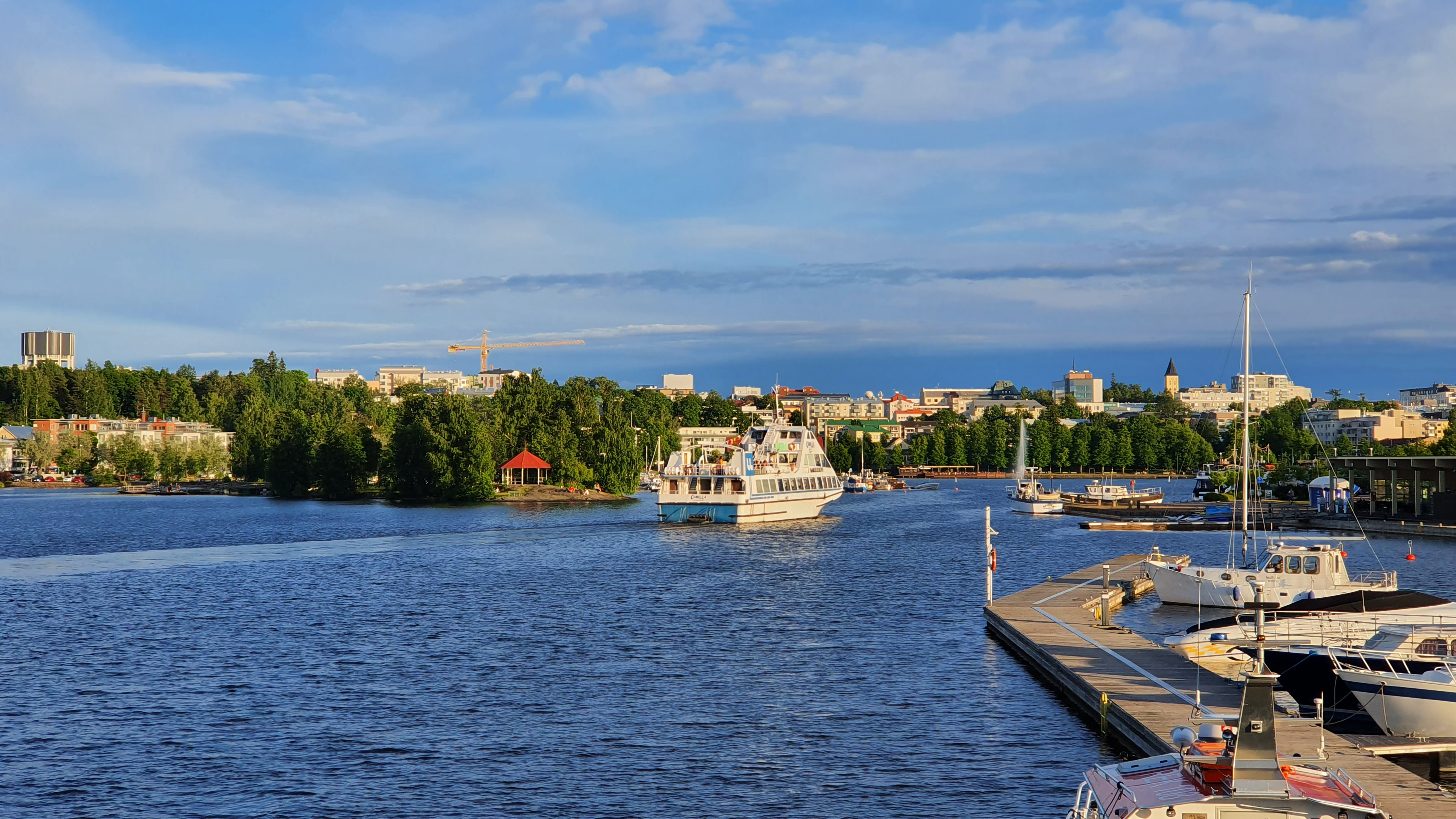
Le port de Lappeenranta.
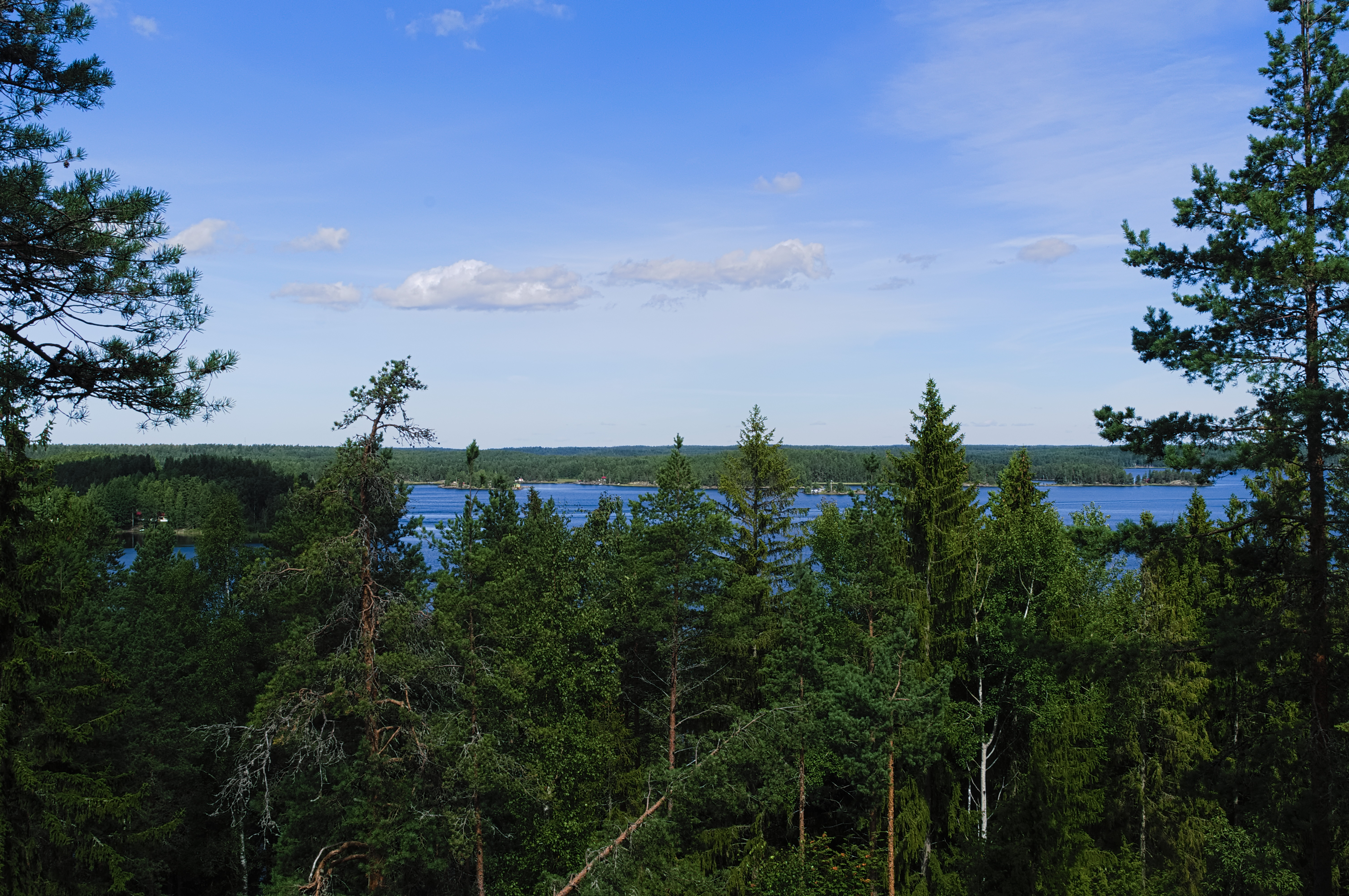
Vue du Kuivaketvele.
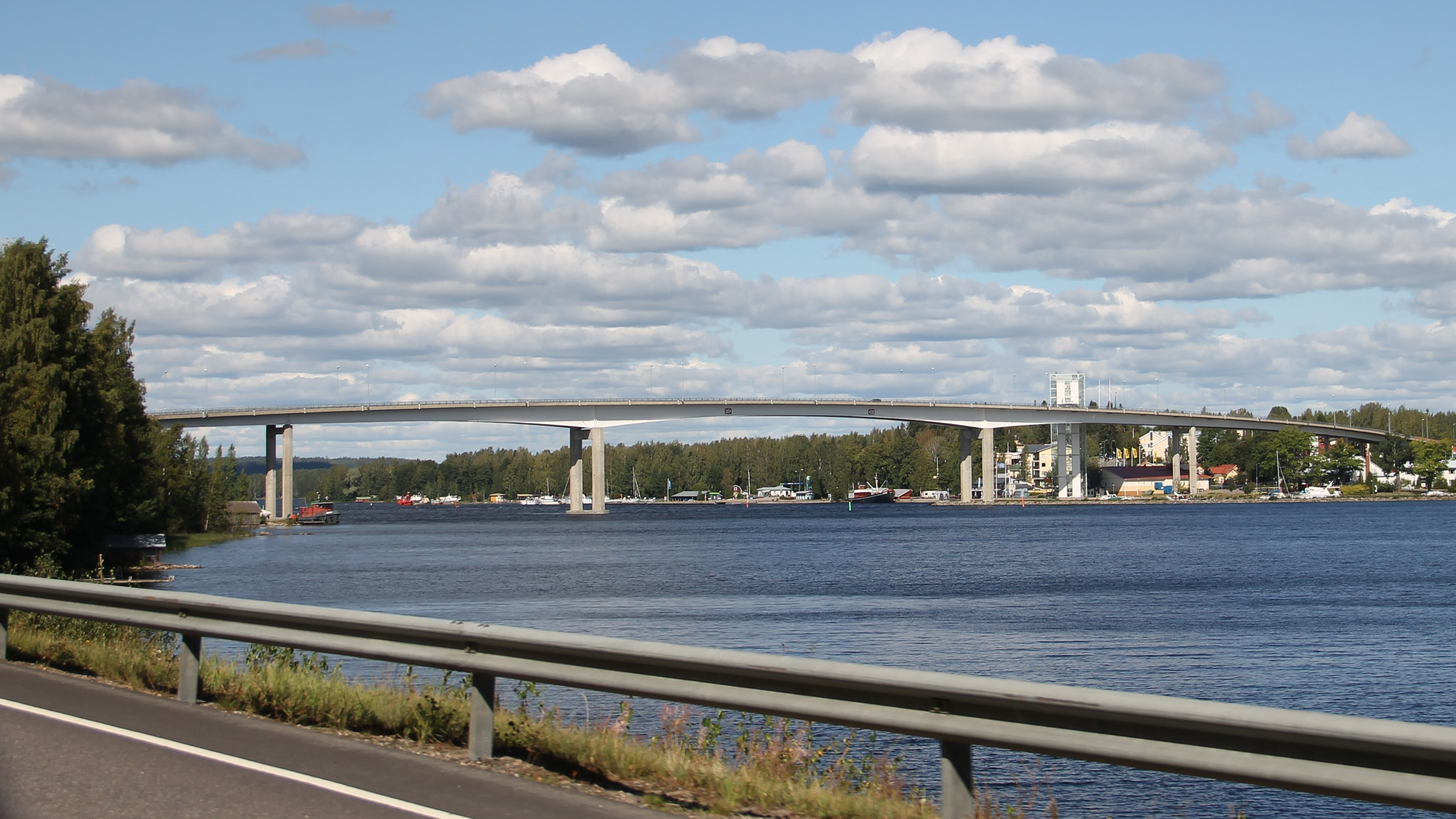
Pont de Puumalansalmi.
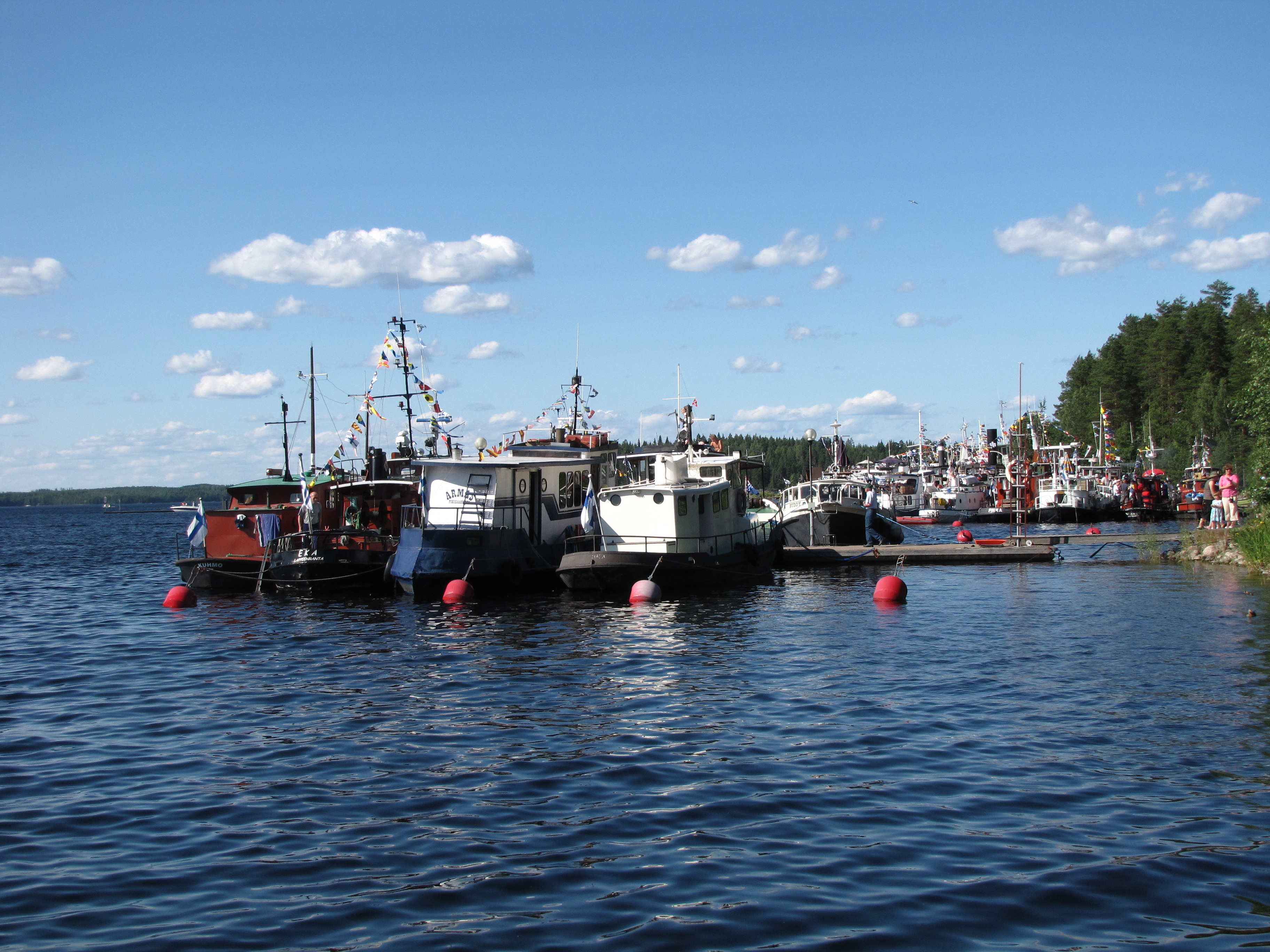
Bateaux à Imatra.
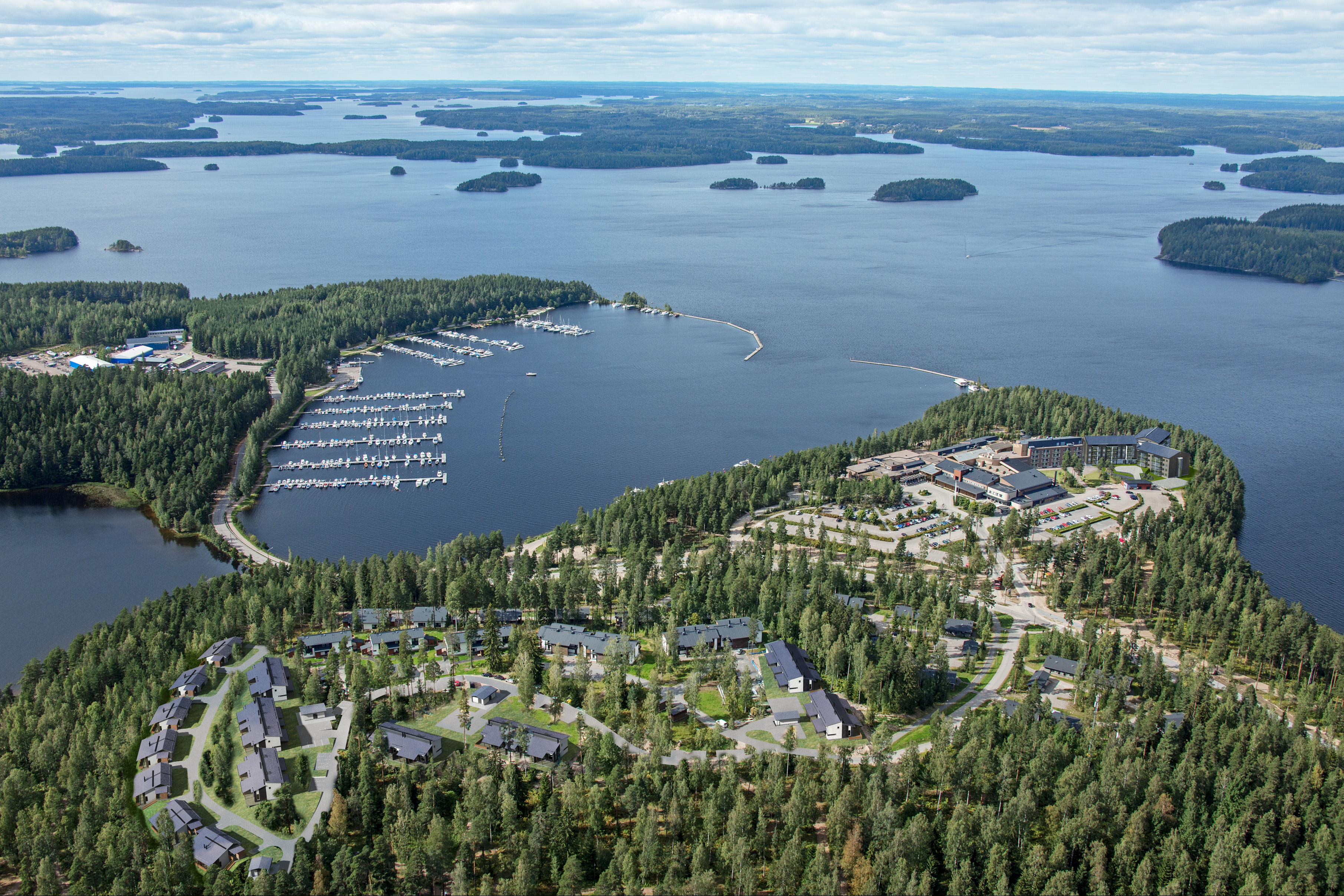
Établissement balnéaire d'Imatra